# Mopan-Maya
Die Mopan-Maya sind eine Maya-Ethnie und leben in Belize und Guatemala (Mittelamerika).
Ursprünglich lebten sie im Tiefland von Zentral-Belize und der Region Petén (Guatemala), durch die Gründung des Staates British Honduras (heute Belize) wurden sie aber an den westlichen Rand Belizes gedrängt. Heute ist der Ort San Antonio in der Provinz Toledo die größte Mopan-Siedlung in Belize. Die meisten Mopan arbeiten in kleineren Familienverbänden in der Landwirtschaft. Sie sind christianisiert.
In Belize leben heute noch etwa 6.000 Sprecher der Mopan-Sprache – in Guatemala sind es rund 2.500.